# Anderson Moraes
Anderson Luis de Moraes (Nova Iguaçu, 12 de fevereiro de 1980) é um empresário e político brasileiro, filiado ao Partido Liberal (PL). Está no segundo mandato como deputado estadual do Rio de Janeiro.
Em 2016, concorreu a vereador de Nova Iguaçu pelo Partido Comunista do Brasil (PCdoB), com o nome de urna "Anderson da Margareth", referente a sua mãe, que foi vereadora do município. Recebeu 2.184 votos e não foi eleito.
Nas eleições de 2018, foi candidato a deputado pelo Partido Social Liberal (PSL), foi eleito com 40.540 votos.
Em 8 de julho de 2020, teve contas na rede social Facebook bloqueadas, todas relacionadas ao seu gabinete na ALERJ, e acusadas de criação de perfis falsos e disseminação de notícias falsas.
É próximo ao ex-presidente Jair Bolsonaro, e foi apontado que empregava a ex-esposa dele, Rogéria Bolsonaro, em seu gabinete na ALERJ. Em 2018, ela recebia mais que 7 mil reais mensais do gabinete.
No auge da pandemia de COVID-19, entrou com uma ação judicial solicitando a revogação de medidas restritivas que impediam o aumento do contágio na cidade do Rio de Janeiro, ação que foi concedida pela Juíza Regina Lucia Chuquer, da 6ª Vara da Fazenda Pública, no dia 20 de abril de 2021. No dia 17 do mesmo mês, o estado do Rio de Janeiro batera seu recorde de mortos pela pandemia até então, com 446 mortes, sendo a média móvel de óbitos de 282.
Negacionista sobre o que foi dito pela ciência a respeito do isolamento social na pandemia de COVID-19, o deputado comemorou a decisão da magistrada em uma de suas redes sociais.
Foi reeleito em 2022 pelo PL, com 52.313 votos.
Em fevereiro de 2024, votou a favor da manutenção do mandato da deputada Lucinha, que havia sido afastada do cargo pelo Tribunal de Justiça do estado, acusada de possuir ligações com milicianos.